# مكاريوس الثالث (قبرص)
مكاريوس الثالث (باليونانية: Αρχιεπίσκοπος Μακάριος Γ')‏ (13 أغسطس 1913 - 3 أغسطس 1977)، رئيس وكبير أساقفة الكنيسة القبرصية الأرثوذكسية وأكبر دعاة الوحدة مع اليونان خلال الاحتلال البريطاني لجزيرة قبرص، وأول رئيس لقبرص المستقلة من عام 1955 وحتى وفاته عام 1977.

## النشأة ورسامته الأسقفية
اسمه عند الولادة «ميخائيل خرستودولوس موسكوس»، ولد لأسرة مزارعين في قرية بانو بانايا التي تبعد 30 كم عن بافوس جنوب غرب قبرص. دخل دير كيكو وهو في الثالثة عشرة وبعد ذلك التحق بمدرسة بانكبريان في نيقوسيا ليتم الدراسة الثانوية ومن ثم انتقل إلى أثينا ليدرس اللاهوت في جامعتها.
بعد أن نال إجازة في اللاهوت تابع دراساته الجامعية في القانون وذلك خلال فترة الحرب العالمية الثانية، وفي عام 1946 رُسِمَ كاهنًا، بعد ذلك نال من مجلس الكنائس العالمي منحة في الدراسات العليا في كلية اللاهوت في جامعة بوسطن الأمريكية. وخلال دراسته هناك انتخب أسقفاً على كيتيون فعاد إلى بلاده ليتولى مهامه الجديدة باسم «مكاريوس» وذلك في صيف عام 1948.
لعب الأسقف مكاريوس دوراً هاماً في الحركة التي كانت تدعو لضم قبرص إلى اليونان (الإينوسيس)، فكان من أبرز ما قام به خلال تلك الفترة هو تنظيم استفتاء برعاية الكنيسة في شهر يناير من عام 1950 عبر فيه القبارصة اليونانيون عن رغبتهم بتحقيق الوحدة مع اليونان وذلك بنسبة 96 %.

## توليه رئاسة الكنيسة والجمهورية
انتخب مكاريوس الثالث  (37 سنة) رئيساً لأساقفة الكنيسة القبرصية الأرثوذكسية  بتاريخ 18 أكتوبر/تشرين الأول 1950 بعد وفاة مكاريوس الثاني في شهر يونيو/حزيران 1950 ، فكان أصغر من تبوأ هذا المنصب في تاريخ كنيسة الجزيرة. وفي خطاب التنصيب تعهد مكاريوس بأن يضع على رأس أولوياته مشروع الوحدة مع اليونان «الوطن الأم» كما وصفها آنئذ. نفته بريطانيا إلى جُزُرالسيشل في عام 1956 ولكنها عادت وأطلقت سراحه في العام التالي وبعدما نالت قبرص استقلالها انتخب أوّلَ رئيس لجمهورية قبرص الناشئة بتاريخ 13 ديسمبر/كانون الأول عام 1959.
أطاح به انقلاب عسكري في شهر يونيو 1974 فاضطر إلى مغادرة البلاد، وخلال تلك الفترة غزت القوات التركية قبرص وأحكمت السيطرة على الجزء الشمالي منها. عاد مكاريوس مجدداً إلى الجزيرة ليكون رئيساً لفترة ثانية استمرت حتى وفاته في 3 أغسطس/آب 1977.